# Acridocera ziczac
Acridocera ziczac är en skalbaggsart som beskrevs av Jordan 1903. Acridocera ziczac ingår i släktet Acridocera och familjen långhorningar.
Artens utbredningsområde är Gabon. Inga underarter finns listade i Catalogue of Life.